# San Marzano di San Giuseppe

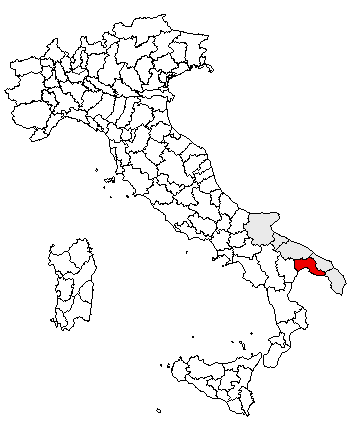
Tỉnh Taranto

San Marzano di San Giuseppe là một đô thị ở tỉnh Taranto, vùng Apulia đông nam nước Ý. Đô thị này có diện tích 19 km², dân số thời điểm ngày 31 tháng 12 năm 2006 là 9079 người.
Các đô thị giáp ranh: Fragagnano, Francavilla Fontana, Grottaglie, Sava, Taranto.